# Fokuserat här för ett koncentrat nu

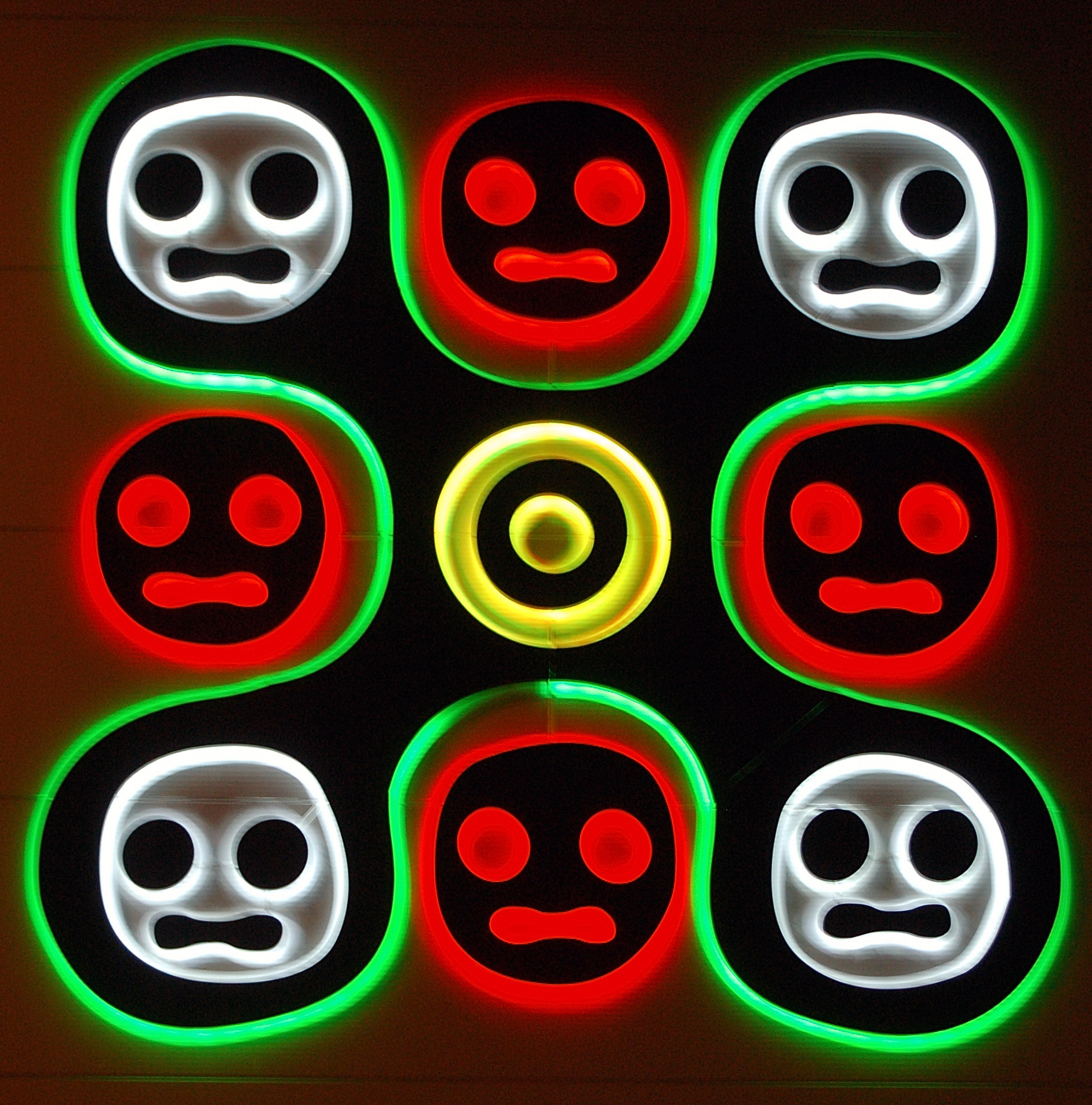
Parti av fasadutsmyckning Fokuserat här för ett koncentrat nu av Matti Kallioinen i Sandbäcken, Karlstad

Fokuserat här för ett koncentrat nu är en fasadutsmyckning på Karlstad Curling Arena, Skate, och BMX-hall i Sandbäcken av Matti Kallioinen, invigt 2010.
Figurerna representerar byggnadens olika idrottsfunktioner. Ansiktena visar upp en tydlig närvaro, som är bakgrunden till namnet Fokuserat här för ett koncentrerat nu.
På den ljusa delen av dygnet är figurerna i gråsvart ton medan under den mörka delen av dygnet de är upplysta av färg.  
Konstverket är det första som kommit till via Rådet för konstnärlig gestaltning i Karlstad.